# Gottschalk Kirchring (Domherr)

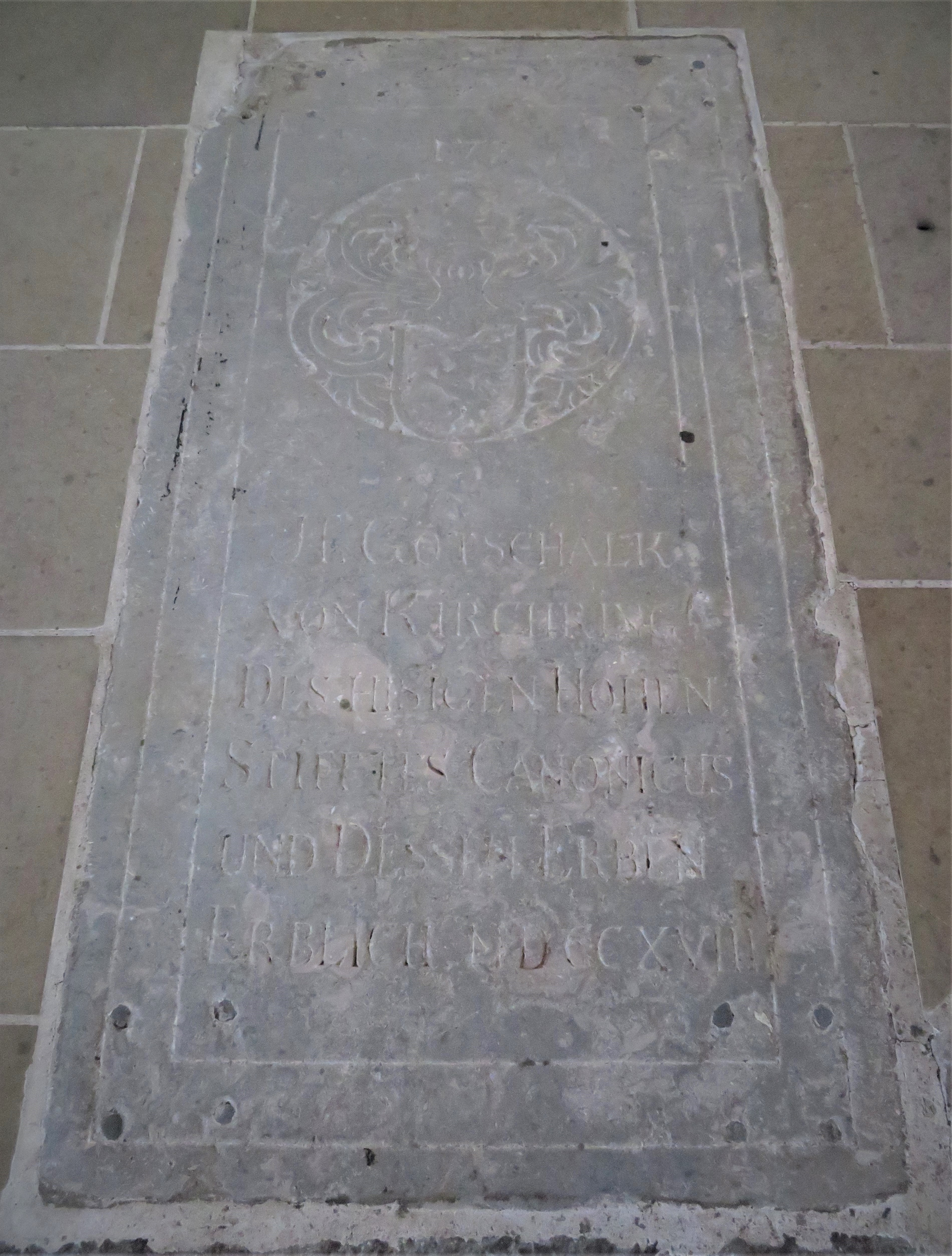
Grabplatte Gottschalk Kirchrings im Lübecker Dom

Gottschalk Kirchring (* 7. Mai 1672 in Lübeck; † 5. Juni 1719 ebenda) war ein deutscher Domherr in Lübeck.

## Leben
Kirchring entstammte der alten Lübecker Ratsfamilie Kerkring, von denen im 17. Jahrhundert mehrere Mitglieder Gutsbesitz im Lübecker Umland erworben und sich unter den Schutz des dänischen Königs gestellt hatten. Er war das zehnte von 16 Kindern von Johann Kirchring (* 20. September 1623) auf Dunkelsdorf und dessen Frau Hildegard (geborene von Warendorp). Sein Zwillingsbruder Gottfried Kirchring starb bereits 1680.
Schon im Alter von 8 Jahren erhielt er am 8. Februar 1681 Possession der Domherrenstelle im Lübecker Domkapitel des im Jahr zuvor verstorbenen Johann Warendorp (1608–1680) auf Präsentation des Johann Berend von Warendorp als Patrons der Warendorpschen Präbende. Ab 1691 studierte er an der Universität Jena.
Bei der Bischofswahl nach dem Tod von Fürstbischof August Friedrich von Schleswig-Holstein-Gottorf 1705, die von einer militärischen Auseinandersetzung und zu Weihnachten 1705 von der Belagerung und Besetzung von Schloss Eutin durch die Dänen begleitet war, gehörte Kirchring zur letztlich unterlegenen Partei im Kapitel, die den dänischen Koadjutor, Prinz Carl von Dänemark (* 26. Oktober 1680; † 8. August 1729), einen jüngeren Bruder des dänischen Königs Friedrich IV. unterstützte. Durch diplomatisches Eingreifen der englischen Königin Anne sowie der Generalstaaten und nach Zusicherung einer Rente wurde dieser jedoch zur Aufgabe seines Anspruches gebracht, so dass der Kandidat der gottorfischen und mit Schweden verbündeten Partei, Christian August von Schleswig-Holstein-Gottorf, die Nachfolge antreten konnte. Endgültig beigelegt wurde die Auseinandersetzung erst nach Abschluss der Altranstädter Konvention, als Christian August 1709 vom Kaiser mit dem Hochstift Lübeck belehnt wurde.
Er erwarb 1718 ein Familiengrab im nördlichen Querschiff des Lübecker Doms; die Grabplatte wurde mit dem Wappen der Familie Kerkring verziert.
Schon seit Johann Mollers Cimbria Litterata und ihm folgend Christian Gottlieb Jöcher wird Gottschalk Kirchring mitunter mit seinem etwas älteren namensgleichen Verwandten Gottschalk Kirchring (Jurist) (1663–1691) verwechselt, was die Autorschaft einer 1677 in Hamburg erschienenen Übersicht der Chroniken Lübecks angeht. In Heinrich Wilhelm Rotermunds Fortsetzungen und Nachträgen dazu erfolgte dann auch noch eine Vermischung mit dem 1705 verstorbenen Bürgermeister Gotthard Kerkring.